# Киньгрустська волость
Киньгрустська волость — історична адміністративно-територіальна одиниця Катеринославського повіту Катеринославської губернії.
Станом на 1886 рік складалася з 13 поселень, об'єднаних 6 сільських громад. Населення — 2111 осіб (1120  чоловічої статі та 991 — жіночої), 236 дворових господарств.
|                  | Площа, десятин | У тому числі орної, дес. |
| ---------------- | -------------- | ------------------------ |
| Сільських громад | 1442           | 861                      |
| Приватних осіб   | 25438          | 6483                     |
| Іншої власності  | 120            | 80                       |
| Загалом          | 27000          | 7424                     |

Найбільше поселення волості:
- Киньгрусть (Симперівка, Лукашівка) — село при річці Мокра Сура в 50 верстах від повітового міста, 165 осіб, 33 двори, православна церква, школа, недільний базар, за 8 й 12 верст —  цегельні заводи.
- Іванівка  —  село при річці Мокра Сура
- Сергіївка (Левенцова) — село при річці Грушівка, 312 осіб, 48 двори, лавка.